# Neopachystola mamillata
Neopachystola mamillata là một loài bọ cánh cứng trong họ Cerambycidae.